# Amphigyra alabamensis
Amphigyra alabamensis е изчезнал вид коремоного от семейство Planorbidae.

## Разпространение
Видът е бил ендемичен за Алабама, САЩ.